# ブルガン・カルジャ
ブルガン・カルジャ（モンゴル語: Buluγan Qalǰa、中国語: 不魯罕罕札、生没年不詳）は、13世紀初頭にモンゴル帝国に仕えたバルラス部出身の千人隊長。『元史』などの漢文史料では不魯罕罕札(bùlŭhǎn hǎnzhá)、『集史』などのペルシア語史料ではبالوقان قالج(Bālūqān Qālja)と記される。

## 概要
『集史』によるとカブル・カン（チンギス・カンの曾祖父）の兄のセン・カチュラ(Sem Qačula)の曾孫であると記されており、チンギス・カンと同世代のバルラス部族長であったとみられる。ブルガンがどのような経緯を経てチンギス・カンに仕えるようになったかは不明であるが、配下のバルラス兵を率いてチンギス・カンのモンゴル高原統一に功績を挙げた。タイチウト氏との戦いでは重傷を負って落馬した所を、チンギス・カン自らが兵を率いて救援したという逸話が残されている。
1206年にモンゴル帝国が建国された際には帝国の幹部層たる千人隊長（ミンガン）に任ぜられたことが、『元朝秘史』・『集史』双方に記録されている。また、『元史』によるとそれまでの功績によって万人隊長（トゥメン）にも任ぜられ、宿衛（ケシク）に属するようになったという。
ブルガンの息子のフルダイ（許児台）は15歳にして騎射を良くし、バトゥを総司令とするヨーロッパ遠征ではグユク率いる部隊に所属して千人隊長に任ぜられた。ヨーロッパからの帰還後、今度はクビライを総司令とする南宋遠征に従軍し、亳州で南宋軍を破る功績を挙げている。なお、『五族譜』「モンケ・カアンの御家人一覧」には「アラク・ノヤン(Ark noyan)」というブルガン・カルジャの息子の名前が記されているが、アラク・ノヤンとフルダイの関係については不明。
フルダイの息子のオンギラダイ（甕吉剌帯）は始め軍器監官を務め、帝位継承戦争ではクビライ派について功績をあげた。その後、クビライの命を受けて中央アジア情勢を視察し、その報告に満足したクビライが取り立てようとした矢先に、若くして亡くなった。オンギラダイの息子のクルムシ（忽林失）はナヤンの乱、カイドゥの乱討伐に功績を挙げたことで知られ、『元史』巻135列伝22に立伝されている。